# Maientäle
Das Maientäle ist ein vom Landratsamt Münsingen am 31. Mai 1955 durch Verordnung ausgewiesenes Landschaftsschutzgebiet auf dem Gebiet der Gemeinde Pfronstetten.

## Lage
Das nur knapp einen Hektar große Landschaftsschutzgebiet liegt nordwestlich des Pfronstettener Ortsteils Aichelau und umfasst lediglich das Flurstück 410 im Gewann Maientäle. Es gehört zum Naturraum Mittlere Flächenalb.

## Landschaftscharakter
Das Maientäle ist ein für die Mittlere Flächenalb typisches Trockental. Der westexponierte Hang wurde früher als Schafweide genutzt und war als Wacholderheide ausgeprägt. Durch die ausgebliebene Beweidung hat sich mittlerweile ein Laubmischwald etabliert. Unterhalb schließt sich eine Wiese an, oberhalb befinden sich jüngere Nadelwaldaufforstungen.